# Prisma cenital

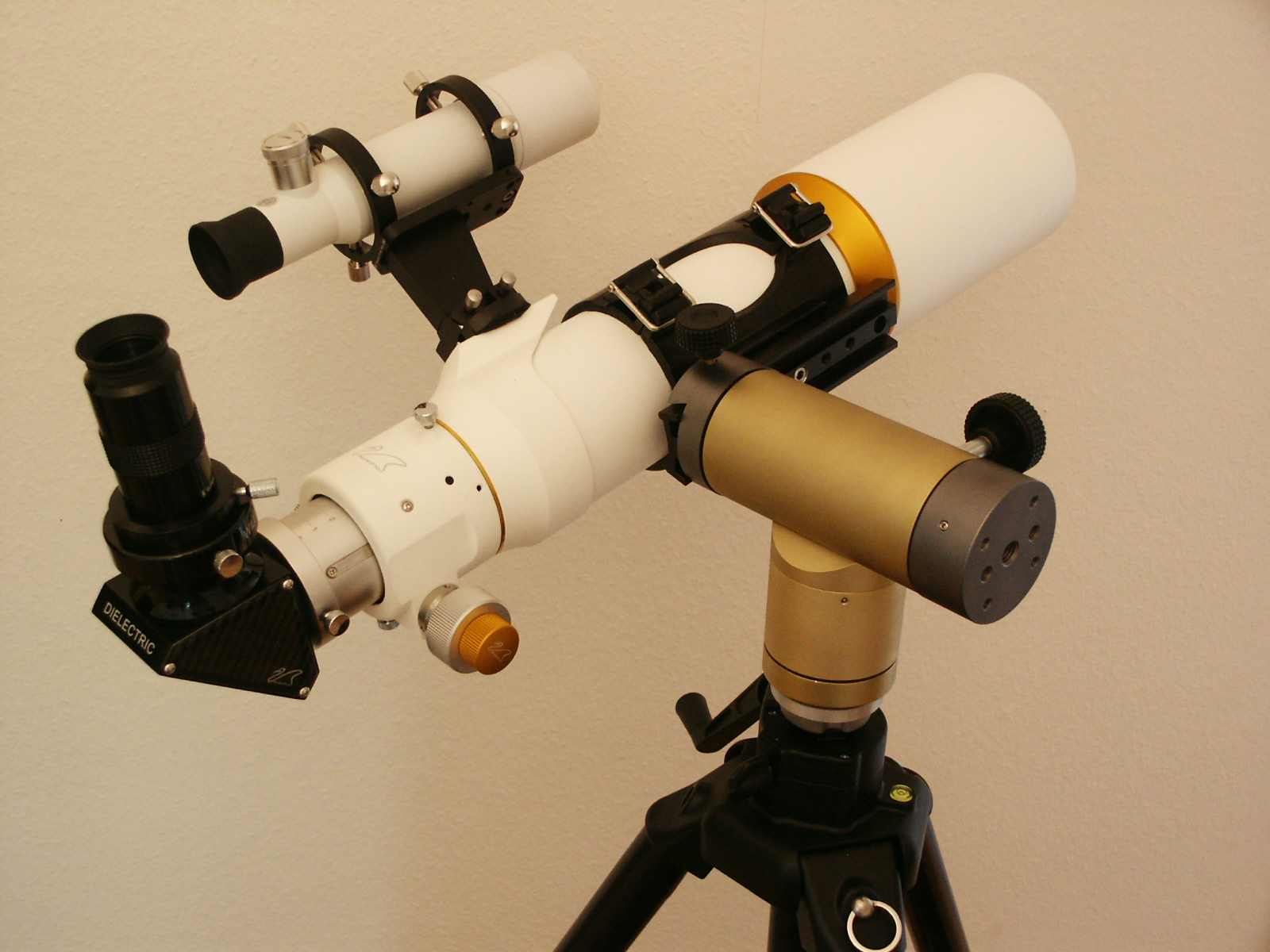
Diagonal cenital (izquierda de la imagen, en primer plano, de color negro) de un pequeño telescopio refractor

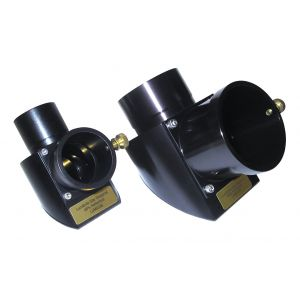
Diagonales

Un prisma cenital (también denominado diagonal o espejo cenital; o tubo acodado) es un accesorio utilizado en los telescopios que permite desviar la imagen procedente del tubo principal para poder observarla desde una posición más cómoda.
Es especialmente útil cuando el telescopio se apunta a la región cenital del firmamento (es decir, cuando el tubo está situado casi vertical). Comercialmente, están disponibles en dos diámetros estándar: 1,25" y 2". A pesar de que su diseño más habitual utiliza un espejo, se denomina prisma.

## Tipos
Diagonal de espejo:  utiliza un espejo puesto en un ángulo de 45°, por lo que desvía la imagen procedente del objetivo 90°. Invierte la imagen en el ocular. Su coste es reducido, y no alteran el color de la imagen. En los modelos de mayor calidad, se utiliza un espejo dieléctrico para evitar problemas de deterioro de la superficie. Son preferibles a los prismas con longitud focal corta.
Diagonal de prisma: utiliza un prisma sencillo a 90°, un pentaprisma o un prisma de techo de Amici. El pentaprisma  mantiene la orientación de la imagen, mientras que el prisma de Amici la invierte. Pueden introducir aberración cromática con longitudes focales cortas, lo que no es un problema con modelos populares de telescopios de los tipos Schmidt-Cassegrain y Maksútov, con longitudes focales largas. Las diagonales con pentaprismas son extremadamente difíciles de encontrar. Pueden servir para ajustar las propiedades de dispersión de color naturales de la lente del objetivo. Las diagonales de Amici están disponibles en dos tipos, con ángulos de 90° y de  45°, habituales en catalejos. Tales telescopios raramente utilizan magnificaciones por encima de 60x.